# Marathon van Wenen 1984
De marathon van Wenen 1984 vond plaats op zondag 25 maart 1984 in Wenen. Het was de eerste editie van deze wedstrijd.
Bij de mannen won Antoni Niemczak uit Polen in 2:12.17. Op de finish had hij twintig seconden voorsprong op zijn landgenoot Jerzy Skarzynski. De Oostenrijker Gerhard Hartmann werd zesde in 2:15.32. Met deze prestatie verbeterde hij tevens het Oostenrijkse record op de marathon. Bij de vrouwen ging de Duitse Renate Kieninger met de hoogste eer strijken. Zij won de wedstrijd in 2:47.40.
In totaal finishten er 794 hardlopers, waarvan 769 mannen en 25 vrouwen.

## Uitslagen

### Mannen
| rang   | naam                 | land | tijd    |
| ------ | -------------------- | ---- | ------- |
| Goud   | Antoni Niemczak      | POL  | 2:12.17 |
| Zilver | Jerzy Skarzynski     | POL  | 2:12.37 |
| Brons  | John Makanya         | TAN  | 2:12.52 |
| 4      | Harry Servranckx     | BEL  | 2:14.41 |
| 5      | Kenneth Hunter       | USA  | 2:15.29 |
| 6      | Gerhard Hartmann     | AUT  | 2:15.32 |
| 7      | Ryszard Misiewicz    | POL  | 2:16.57 |
| 8      | Abebe Mekonnen       | ETH  | 2:17.25 |
| 9      | Kjell-Åge Gottvassli | NOR  | 2:18.36 |

### Vrouwen
| rang | naam             | land | tijd    |
| ---- | ---------------- | ---- | ------- |
| Goud | Renate Kieninger | GER  | 2:47.40 |

1984 ·
1985 ·
1986 ·
1987 ·
1988 ·
1989 ·
1990 ·
1991 ·
1992 ·
1993 ·
1994 ·
1995 ·
1996 ·
1997 ·
1998 ·
1999 ·
2000 ·
2001 ·
2002 ·
2003 ·
2004 ·
2005 ·
2006 ·
2007 ·
2008 ·
2009 ·
2010 ·
2011 · 
2012 ·
2013 ·
2014 ·
2015 ·
2016 ·
2017 ·
2018 ·
2019 ·
2020 ·
2021 ·
2022 ·
2023 ·
2024